# Wilhelm Schaub
Pour les personnes de même nom de famille, voir Schaub.
Wilhelm Johann Christian Schaub (russifié en Vassili Vassilievitch Schaub, Василий Васильевич Шауб), né le 1er janvier 1861 à Saint-Pétersbourg et mort le 25 septembre 1934 à Léningrad, est un architecte allemand, sujet de l'Empire russe, puis de citoyenneté soviétique. Il fit partie de l'académie d'architecture en 1892 et fut un maître du style Art nouveau (dit Modern Style en Russie) et du néoclassicisme pétersbourgeois. Il œuvra aussi à Moscou, Saratov et Ekaterinbourg.

## Biographie
Wilhelm Schaub est le fils de l'architecte Karl Albert Emil Wilhelm, dit Vassili Ivanovich, Schaub (1834-1905), pétersbourgeois d'origine allemande, qui fut académicien (1861) à l'académie d'architecture et maître de l'éclectisme. Il apprit les premiers rudiments avec son père, et, luthérien, fut élevé à la fameuse Sankt Petri Schule, dont il termina le cycle en 1879. Il entra alors à l'académie impériale des Beaux-Arts dans la section d'architecture. Il devint en 1885 l'architecte de la Compagnie Salamandre, l'une des premières compagnies d'assurances de l'Empire, tout en collaborant avec son père. Sa première construction personnelle fut un bâtiment de la fabrique d'ameublement Melzer, quai de la Karpovka no 27, à Saint-Pétersbourg.
Il fut l'auteur au début de plusieurs immeubles de style éclectique et évolua ensuite vers l'Art nouveau. On peut remarquer les immeubles des 21 et 23 rue Ryleïev, devenus monuments protégés. Il réalise au début du XXe siècle la Place d'Autriche en octogone de style Art nouveau, dans le district de Petrograd à Saint-Pétersbourg.